# Luangwa (fiume)
Il fiume Luangwa è uno dei maggiori affluenti dello Zambesi, nonché uno dei fiumi maggiori dello Zambia. In genere esonda nella stagione delle piogge (da dicembre a marzo), mentre la portata cala drasticamente nella stagione secca. Si tratta di uno dei più grandi fiumi ancora inalterati dell'intera Africa meridionale ed i 50000 chilometri quadrati della valle che lo circonda ospitano una fiorente fauna selvatica.

## Il corso del fiume

### Alto corso
Il Luangwa sorge nelle colline di Lilonda e Mafinga, nella zona nordorientale dello Zambia ad un'altitudine di circa 1500 metri, presso il confine con Tanzania e Malawi, e scorre in direzione sudovest attraverso un'ampia vallata. A 150 km in linea d'aria dalla sorgente l'altitudine scende fino a 690 metri dove il corso del fiume diventa tortuoso e l'alveo di piena occupa diversi chilometri in ampiezza. Attraverso i 300 km successivi la tortuosità aumenta originando numerose lanche e meandri. Nei pressi di Mfuwe, l'elevazione è calata a 520 metri e l'alveo occupa circa 10 km in ampiezza, mentre la valle ne occupa circa 100. A nordovest si nota una scarpata (la scarpata di Muchinga) alta circa 700 metri, a sudovest un'altra alta circa 450 metri. Nella stagione secca alcune sezioni, specialmente nella parte più elevata, si seccano completamente, originando delle piscine isolate.

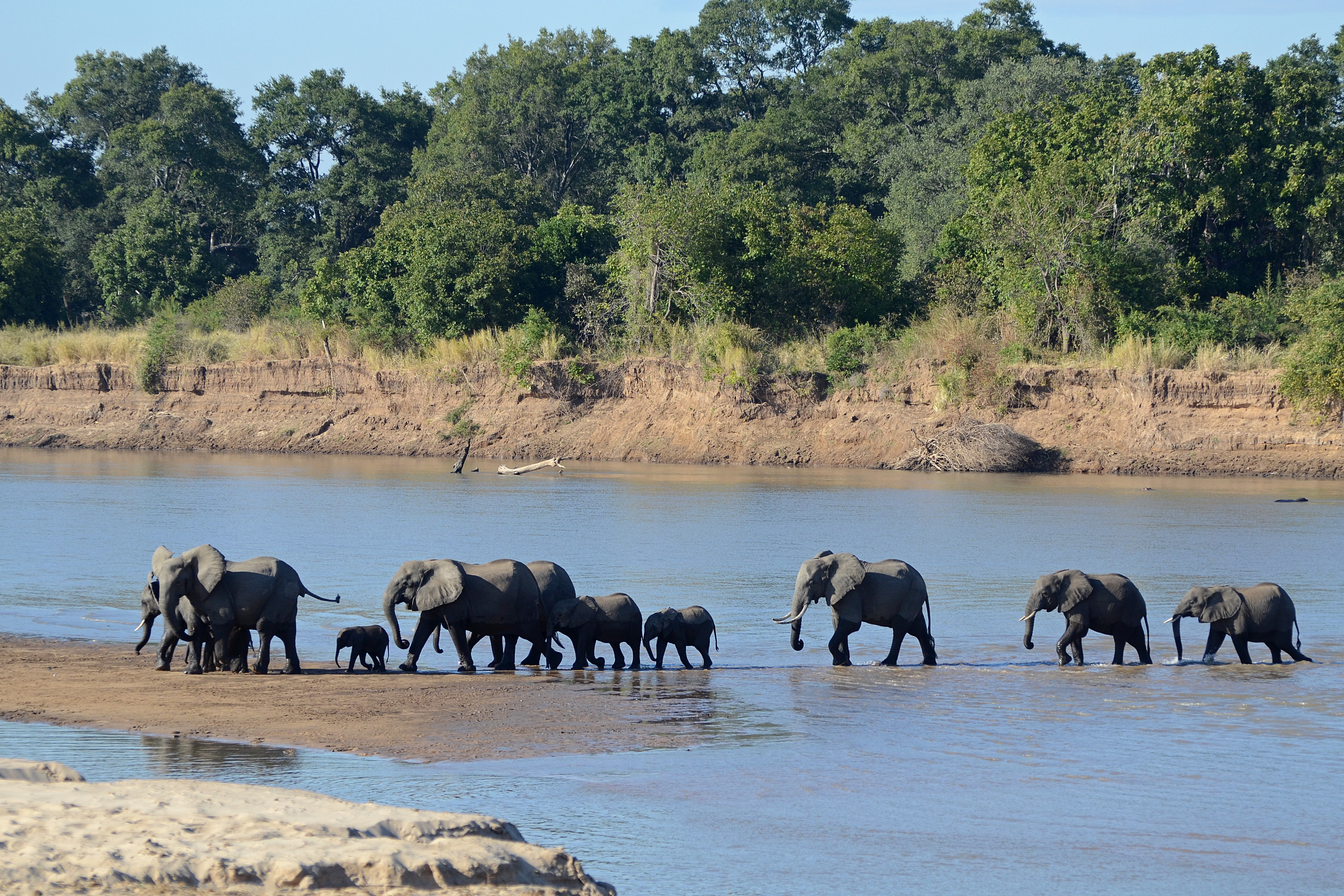
Elefanti africani (Loxodonta africana) attraversano il fiume

Le parti superiore e mediana della valle contengono il North Luangwa National Park ed il South Luangwa National Park, che sono tra i più spettacolari dell'intera Africa. Il fiume stesso ospita grandi popolazioni di ippopotami e coccodrilli. La più alta concentrazione al mondo di ippopotami è proprio quella della valle del Luangwa. Nella stagione secca devono adattarsi alla riduzione della portata e sono spesso avvistati nelle pozze isolate che permangono.
Oltre ad essere una fonte d'acqua preziosa, le lanche e le pozze isolate aumentano la biodiversità della valle in un'altra maniera: gli ippopotami si nutrono di piante terrestri di notte, e riposano in acqua di giorno. I loro escrementi nutrono diverse specie di pesci e fertilizzano le acque, aumentando la vita degli animali acquatici e nutrendo di conseguenza coccodrilli e volatili. Nella stagione secca gli erbivori ed i predatori si radunano nei pressi dell'acqua rimasta e sono facilmente osservati. Nella stagione delle piogge invece abitano la vegetazione ricresciuta e sono più difficili da individuare.
A circa 500 km dalla sorgente la valle si restringe a circa 50 km di larghezza e viene divisa da una cresta in due valli parallele: quella del tributario Lukusashi, larga 25 km a nordovest, e quella del Luangwa, larga 15 km a sudest. La tortuosità diminuisce, e l'alveo si restringe. Il principale abitato dell'alto e medio corso del fiume è Mfuwe, che serve l'industria turistica e dispone di un aeroporto. Al di là di quelli di Mfuwe, rarissimi uomini abitano la valle.

### Basso corso
A 600 km dalla fonte, il fiume entra improvvisamente in una valle stretta tra colline che superano il livello dell'acqua di 200 metri circa. A 700 km il Lukusashi si tuffa nel Luangwa, dopo aver raccolto le acque del Lunsemfwa provenienti dalla direzione opposta. Il Luangwa si dirige poi a sud attraverso una vallata molto ripida e stretta: l'uscita della Rift Valley del Luangwa. Dopo solamente 20 km emerge dalle colline per raggiungere l'ampia vallata dello Zambesi e compie ampie volte sul fondale sabbioso largo circa 1.5 km all'interno di un alveo di 3–5 km. Si unisce poi allo Zambesi presso la città di Luangwa.

## La Rift Valley del Luangwa

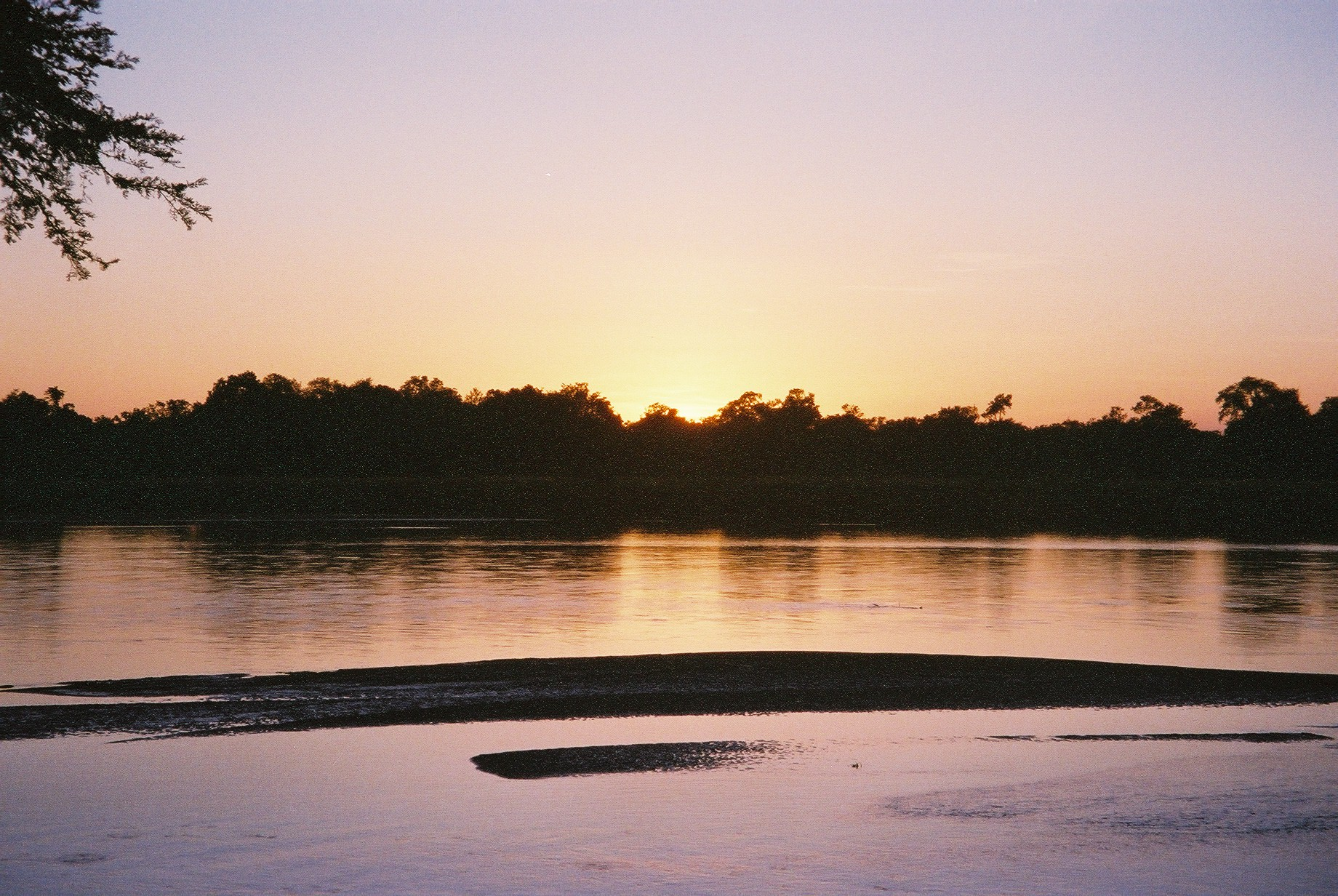
Parte sud del fiume al tramonto

La valle del Luangwa è geomorfologicamente una rift valley, o graben, che nasce come biforcazione della Grande Rift Valley a sudovest, mentre a sud essa origina il complesso dei laghi Malawi e di Rukwa. La rift valley del Luangwa raggiunge quasi l'abitato di Lusaka. La connessione tra le due fosse tettoniche non è ovvia perché fu riempita dal materiale eruttato da un antico vulcano estinto. Vi sono almeno 20 hot springs, caratteristiche di tutte le fosse tettoniche, nella vallata e nelle sue scarpate.
Il Luangwa fluisce attraverso quattro quinti della Rift Valley fino al punto d'incontro con il Lukusashi ed il Lunsemfwa, proveniente dalla direzione opposta. Milioni di anni fa, la fossa non aveva uscite, e fu riempita da un lago delle Rift Valley chiamato lago Madumabisa, che poteva competere con il lago Malawi in dimensioni. L'acqua straripava in un fiume a sudovest, verso quello che è ora il Kalahari, dove si combinava con il fiume Okavango, la parte alta dello Zambesi, il fiume Cuando, il fiume Kafue, fino ad affluire nel Limpopo ed infine raggiungere l'Oceano Indiano.
Svariati eventi geologici si sono combinati a produrre l'attuale sistema di fiumi: la creazione di una faglia ha prodotto un nuovo graben subito a sud della rifta valley del Luangwa, in direzione est-ovest: la Rift Valley dello Zambesi ed il Chicoa Trough. Un affluente del fiume Shire all'estremità meridionale della Grande Rift Valley tagliava quindi verso est attraverso la valle dello Zambesi ed il Chicao Through, riuscendo a drenare le perdite meridionali del lago Madumabisa. Questo affluente divenne poi lo Zambesi, che in milioni di anni riuscì a catturare il Kafue, il Cuando, lo Zambesi superiore. L'apertura della faglia permise di abbassare la terra che separava le rift valley dello Zambesi e del Luangwa, consentendo alle acque del lago Madumabisa di raggiungere lo Zambesi attraverso un canale che è oggi il corso inferiore del Luangwa.

## Il Luangwa come barriera
La Rift Valley del Luangwa ed i fiumi ivi contenuti formano una barriera naturale, che impedisce consistenti insediamenti umani. Unitamente alla ripidezza del terreno e all'esistenza di riserve faunistiche all'interno, ha impedito la costruzione di autostrade nell'intera area compresa tra la strada Lusaka-Kabwe ad ovest e la Isoka-Chisenga a nord, distanti circa 800 km. La parte inferiore della valle del Luangwa è invece attraversata da una sola strada, la Great East Road in corrispondenza del Luangwa Bridge, circa 10 km a sud della confluenza tra Luangwa e Lunsemfwa.